# Kraszna (település)
Kraszna (románul: Crasna; németül: Krassmarkt) település  Romániában, Szilágy megyében, Kraszna község központja. Az egykori, 1876-ban megszűnt Kraszna vármegye névadója és székhelye. Ma községközpont, Máron, Ráton és Krasznahosszúaszó tartozik hozzá.

## Fekvése
Szilágysomlyótól 11 km-re délkeletre, Zilahtól 19 km-re nyugat-délnyugatra fekszik a Partiumban. A helységet kettészeli a Kraszna folyó.

## Nevének eredete
Neve a szláv krasna (kb. ’szép’) melléknévből eredeztethető, ám az is elképzelhető, hogy a települést átszelő Kraszna folyó áradáskor vörösesbarnára váltó színére utal.

## Története
Első említése 1213-ból Karasna alakban ismert, de szerepel a Váradi regestrum 1217 és 1235 közötti felsorolásában is. 1341-ben Valkóvárhoz tartozott, s birtokosaként egy bizonyos Dancs mestert iktattak be. 
1454-ben a Bánfi családnak, Chahol Jánosnak és a Kusalyi Jakcs családnak voltak birtokai a településen. 1479 és 1498 között a losonczi Bánfiaké volt, akik 1491-ben osztoztak meg rajta. 1522-ben Bánfi Miklós Báthory István vajdának adta 15 bánfihunyadi jobbágytelekért. 1534-ben a Báthory István vajda elhunyt, 1537-ben fiait, Andrást, Kristófot és Istvánt iktatták be Kraszna birtokába. Nem sokkal később, 1548-ban húguk, Báthory Anna, Drágffy Gáspár, majd Drugeth Antal özvegye is elzálogosította itteni birtokait a három Báthory-fivérnek. 1550-ben a Losoncziaknak a Báthoryakkal folytatott birtokpere kapcsán Ferdinánd király arra intette a Báthoryakat, hogy hagyjanak fel a Losoncziakkal folytatott birtokperekkel, s adják vissza azok erdélyi és magyarországi birtokait. 1562-ben II. János magyar király utasítására a nagyváradi káptalan elküldte embereit Pethenyeffalwa-ra és felszólította a peres feleket az ügyintézésre. 1576-ban Kraszna város tizedét Báthory István a Bánffyaknak adományozta.
1648-ban II. Rákóczi György és neje, Báthory Zsófia birtoka volt.
Egykori várát a 17. században még lakták. A trianoni békeszerződésig Szilágy vármegye Krasznai járásához tartozott.

## Népessége (társközségeivel együtt)
- 1910-ben 3884 lakosából 3790 magyar volt.
- 1992-ben 6534 lakosából 4169 magyar, 2049 román és 305 cigány volt.
- 2002-ben 6373 lakosából 4066 magyar, 1786 román, 514 cigány és 7 egyéb volt.
- 2012-ben 6485 lakosából 4103 magyar, 1602 román, 561 cigány volt.

### Nemzetiségek (2002)
| Magyar | Román | Cigány | Ukrán | Német | Szlovák | Nem nyilatkozott |
| ------ | ----- | ------ | ----- | ----- | ------- | ---------------- |
| 4066   | 1786  | 514    | 3     | 1     | 1       | 2                |

### Vallások (2002)

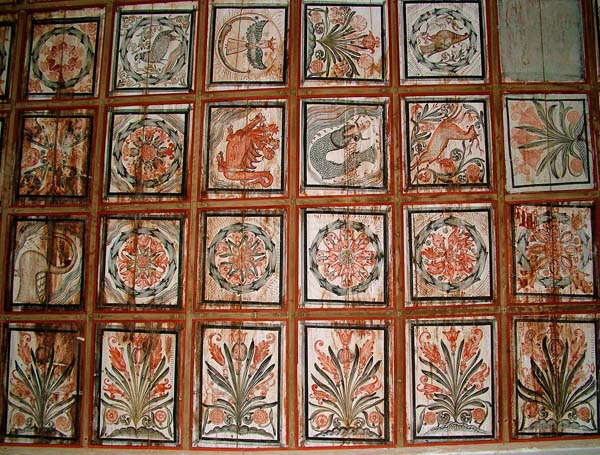
Részlet a templom kazettás mennyezetéből

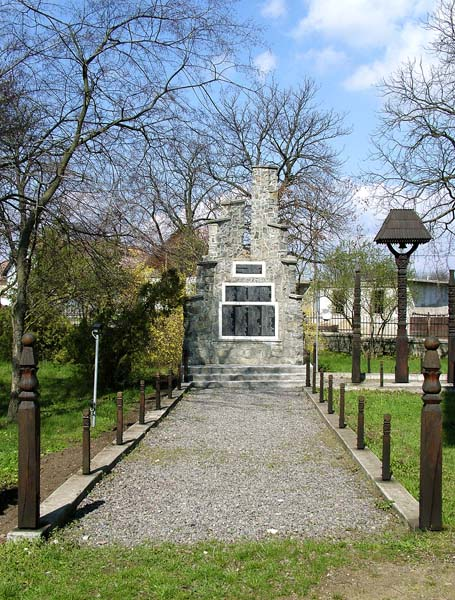
Az 1848-49-es szabadságharcban, illetve a világháborúkban elesett krasznaiak tiszteletére emelt emlékművek

| Református | Ortodox | Baptista | Adventista | Görögkatolikus | Katolikus | Evangéliumi | Pünkösdista | Evangélikus | Unitárius | Zsidó | Más | Felekezeten kívüli |
| ---------- | ------- | -------- | ---------- | -------------- | --------- | ----------- | ----------- | ----------- | --------- | ----- | --- | ------------------ |
| 3383       | 1913    | 598      | 136        | 135            | 106       | 27          | 4           | 1           | 1         | 1     | 66  | 2                  |

## Látnivalók
- Református temploma a 14. század végén épült, amelyhez a 18. század elején négy fiatornyos tornyot építettek. Festett kazettás mennyezete a 17. században készült.

## Híres emberek
- Gyöngyössi János (1741. november 4. – Újtorda, 1818. március 15.) református pap, költő
- Kádár István György (1920. április 5. – Jugoszlávia, 1981. október 9.) költő, drámaíró
- Juhász Erzsébet Éva (1961. szeptember 9.) szerkesztő, riporter
- Lengyel Zoltán (1873 – Budapest, 1940. február 6.) ügyvéd, újságíró, országgyűlési képviselő
- Méhes Gyula (1897. március 28. – Budapest, 1970. október 10.) gyógyszerész, biológus, egyetemi tanár
- Nagy Dezső, kaáli (1868. május 17. – Siófok, 1940. március 22.) mérnök, a Balaton-part egyik vezető építésze.
- Mitruly Miklós (1931. március 7. –) magyar folklorista, egyetemi oktató.
- Darie Novăceanu (1937. április 8.) román költő, műfordító, esszéista.

## Kraszna környéke 1769–1773 között

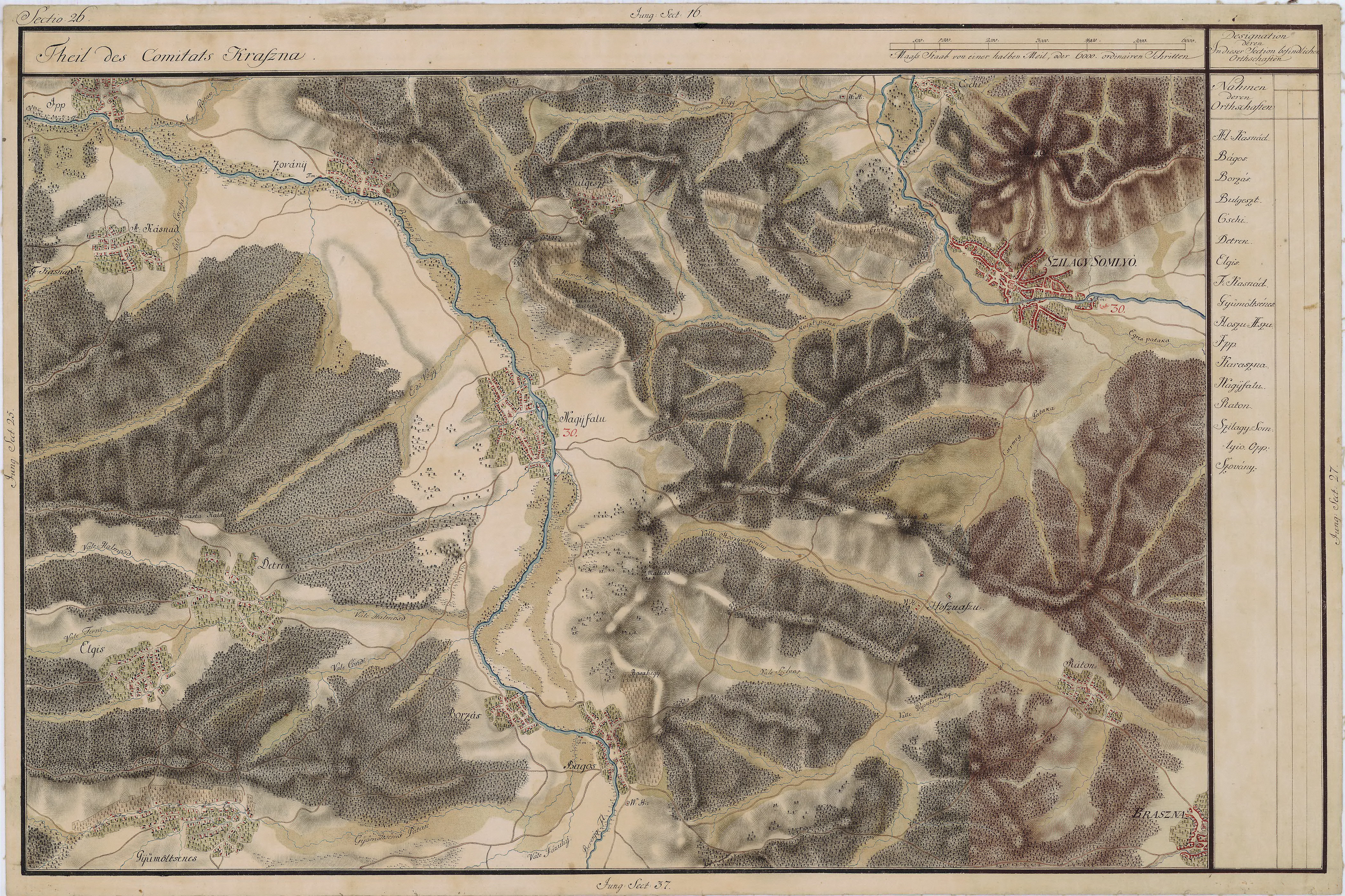
Kraszna környéke ÉNY , 1769–1773 között
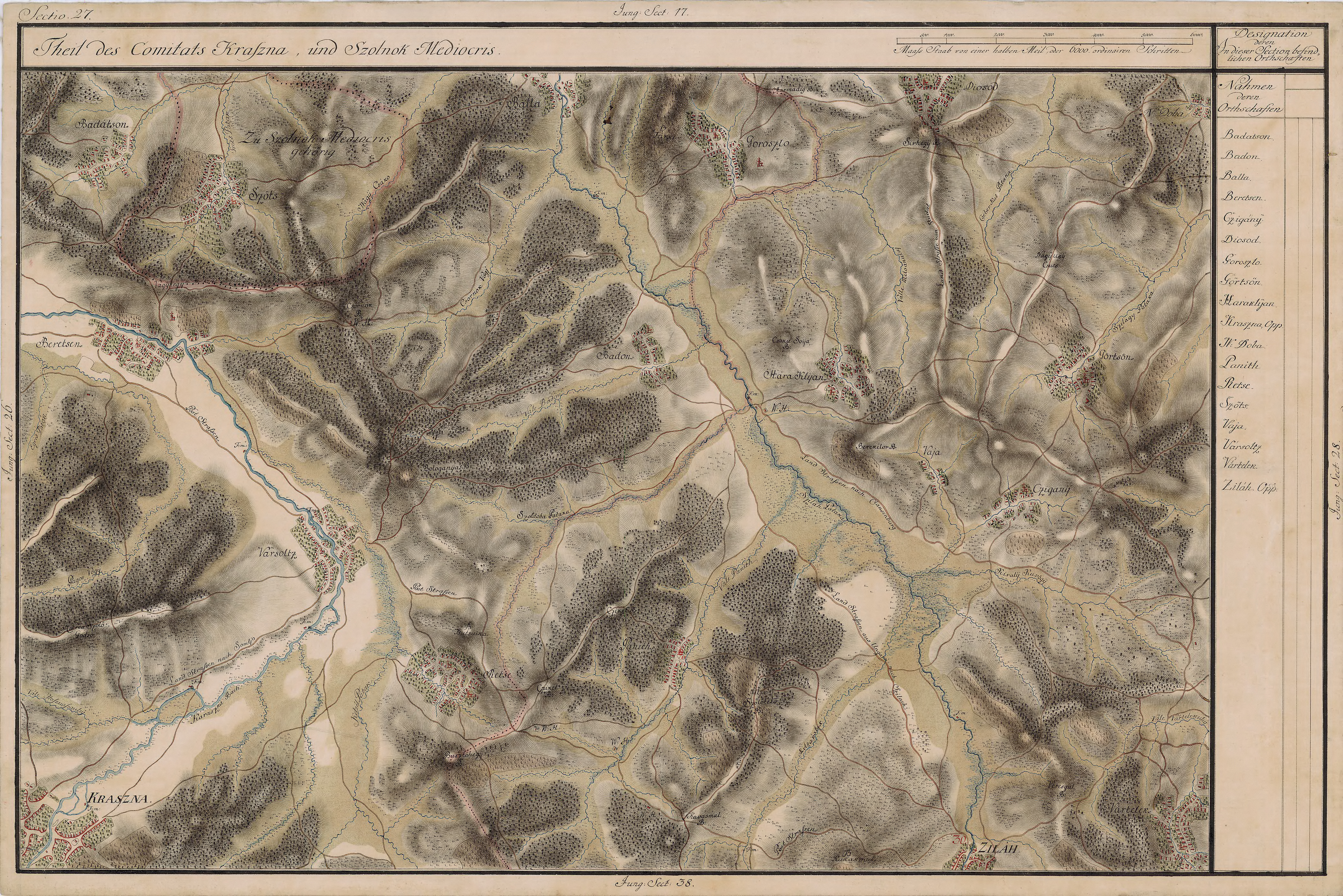
Kraszna környéke- ÉK, 1769–1773 között
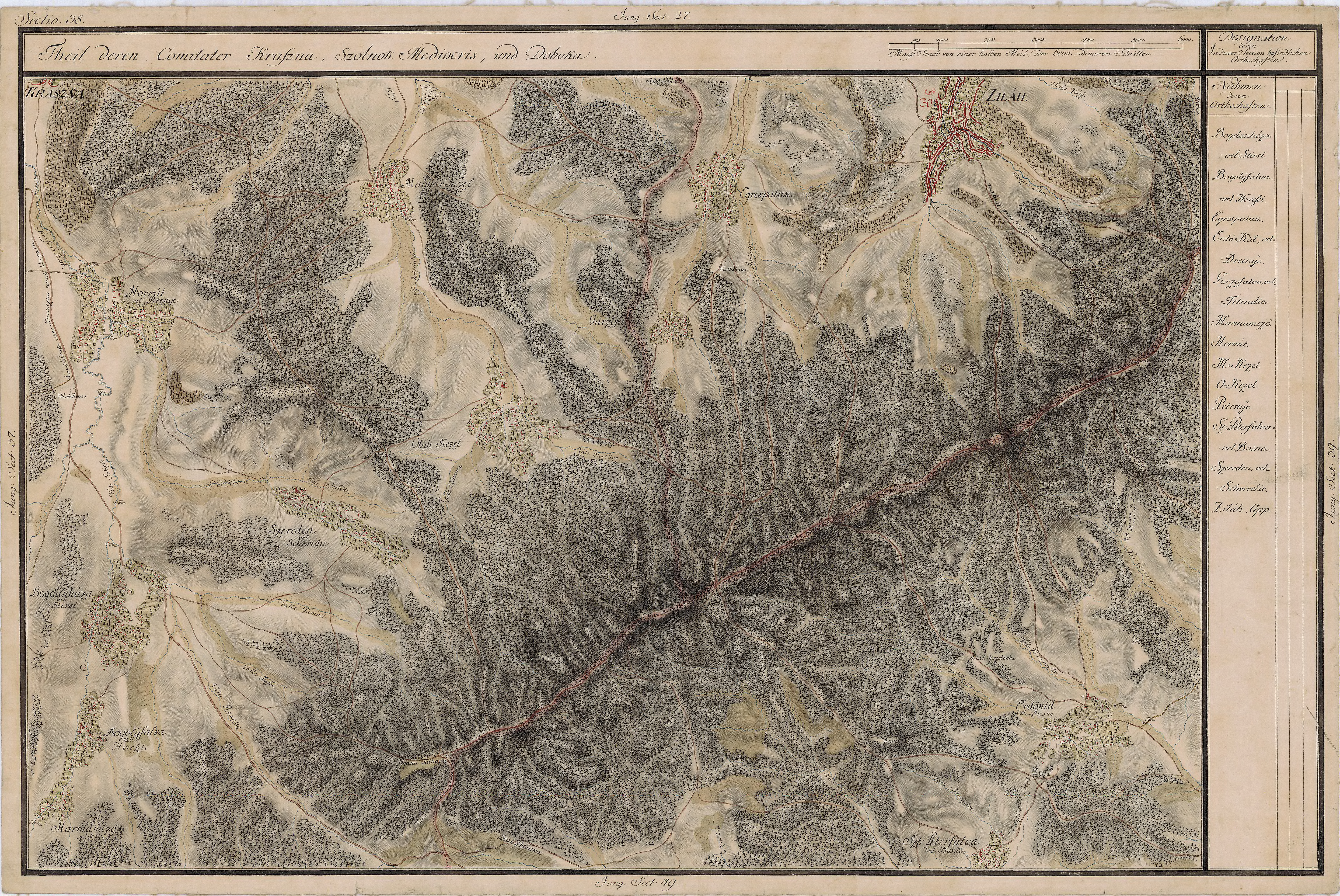
Kraszna környéke -DK, 1769–1773 között

## Testvérvárosai
- Csenger (Magyarország, Szabolcs-Szatmár-Bereg vármegye)
- Imrehegy (Magyarország, Bács-Kiskun vármegye)
- Akasztó (Magyarország, Bács-Kiskun vármegye)
- Kiskunlacháza (Magyarország, Pest vármegye)[3]